# Neral
Neral es una ciudad censal situada en el distrito de Raigad en el estado de Maharashtra (India). Su población es de 18429 habitantes (2011).

## Demografía
Según el censo de 2011 la población de Neral era de 18429 habitantes, de los cuales 9242 eran hombres y 9189 eran mujeres. Neral tiene una tasa media de alfabetización del 85,82%, superior a la media estatal del 82,34%: la alfabetización masculina es del 90,76%, y la alfabetización femenina del 80,87%.